# 5 World Trade Center
5 World Trade Center, cunoscută și ca 130 Liberty Street, este o clădire din New York City.